# Fouchana
Fouchana (àrab: فوشانة, Fuxāna) és una ciutat de Tunísia, a la governació de Ben Arous, situada uns 12 al sud de Tunis i uns 8 km al sud de la ciutat de Ben Arous. La ciutat només té oficialment 9.733 habitants al cens del 2004. A la municipalitat hi ha establertes tres zones industrials on treballa bona part de la població. És capçalera d'una delegació amb una població de 45.450 habitants.

## Administració
És el centre de la delegació o mutamadiyya homònima, amb codi geogràfic 13 61 (ISO 3166-2:TN-12), dividida en set sectors o imades:
- Fouchana (13 61 51)
- Cité El Mostakbel (13 61 52)
- El Hidhab (13 61 53)
- El Moghira (13 61 54)
- Nâassen (13 61 55)
- Chebeda (13 61 56)
- Douar ElHouch (13 61 57)

Al mateix temps, forma la municipalitat o baladiyya de Fouchana (codi geogràfic 13 22). Fins al 26 de maig de 2016 formava una única municipalitat juntament amb M'Hamdia, amb el nom de M'Hamdia-Fouchana i codi geogràfic 13 19, però Fouchana se'n va separar pel Decret governamental núm. 2016-600. La municipalitat s'estén per quatre dels set sectors o imades de la delegació o mutamadiyya:
- Fouchana (13 61 51)
- Cité El Mostakbel (13 61 52)
- El Hidhab (13 61 53)
- El Moghira (13 61 54)